# Echinolampas rangii
Echinolampas rangii is een zee-egel uit de familie Echinolampadidae.
De wetenschappelijke naam van de soort werd in 1837 gepubliceerd door Charles des Moulins.